# 久藤冬貴
久藤 冬貴（くとう ふゆたか、1974年1月11日 - ）は少女小説家。
北海道旭川市出身。三重県在住。女性。
高校卒業後、地方公務員として4年半勤務したのち、結婚。『シラトリ』（出版時に『パーティーのその前に』と改題）で2002年ロマン大賞佳作を受賞し、小説家となる。

## 作品リスト
- パーティーのその前に （挿絵：唯月一）
- 敵だらけのビューティー（挿絵：有吉望）
- 帝都浪漫活劇 ビューティフル・ドリーマー（挿絵：ひぐらしこおり）
- 帝都浪漫活劇 お嬢さまを探せ！（挿絵：ひぐらしこおり）
- 帝都浪漫活劇 ブルーローズ・ブルース（挿絵：ひぐらしこおり）
- ご機嫌ななめのファイトガール（挿絵：有吉望）
- 声を聞かせて 白の迷宮（挿絵：猫屋くりこ）
- 声をきかせて シークレット・ガーデン（挿絵：猫屋くりこ）